# Aisne (reka)
Aisne je 300 km dolga reka v severni Franciji, levi pritok reke Oise. Izvira v Argonskem gozdu v bližini Sainte-Menehoulda, teče sprva rahlo proti severu, nato pa zavije na zahod, pri Compiègnu pa se izliva v Oise.

## Geografija

### Porečje
- Aire
- Suippe
- Vesle

### Departmaji in kraji
Reka Aisne teče skozi naslednje departmaje in kraje:
- Meuse,
- Marne: Sainte-Menehould,
- Ardeni: Vouziers, Rethel,
- Aisne: Soissons,
- Oise: Compiègne.